# 五矿·哈施塔特
五矿·哈施塔特是位於中國广东省惠州市博罗县罗阳镇的一個住宅開發項目。其城市核心以世界遗产奥地利哈施塔特小鎮为蓝本。該区域的中心有一座堂区教堂的複製品、噴泉和原哈尔施塔特市中心的各種其他物品。
該住宅項目由中国最大的钢铁和矿业公司——中国五矿集团公司在香港上市的全资子公司——中国五矿有限公司建造。

## 奧地利反响

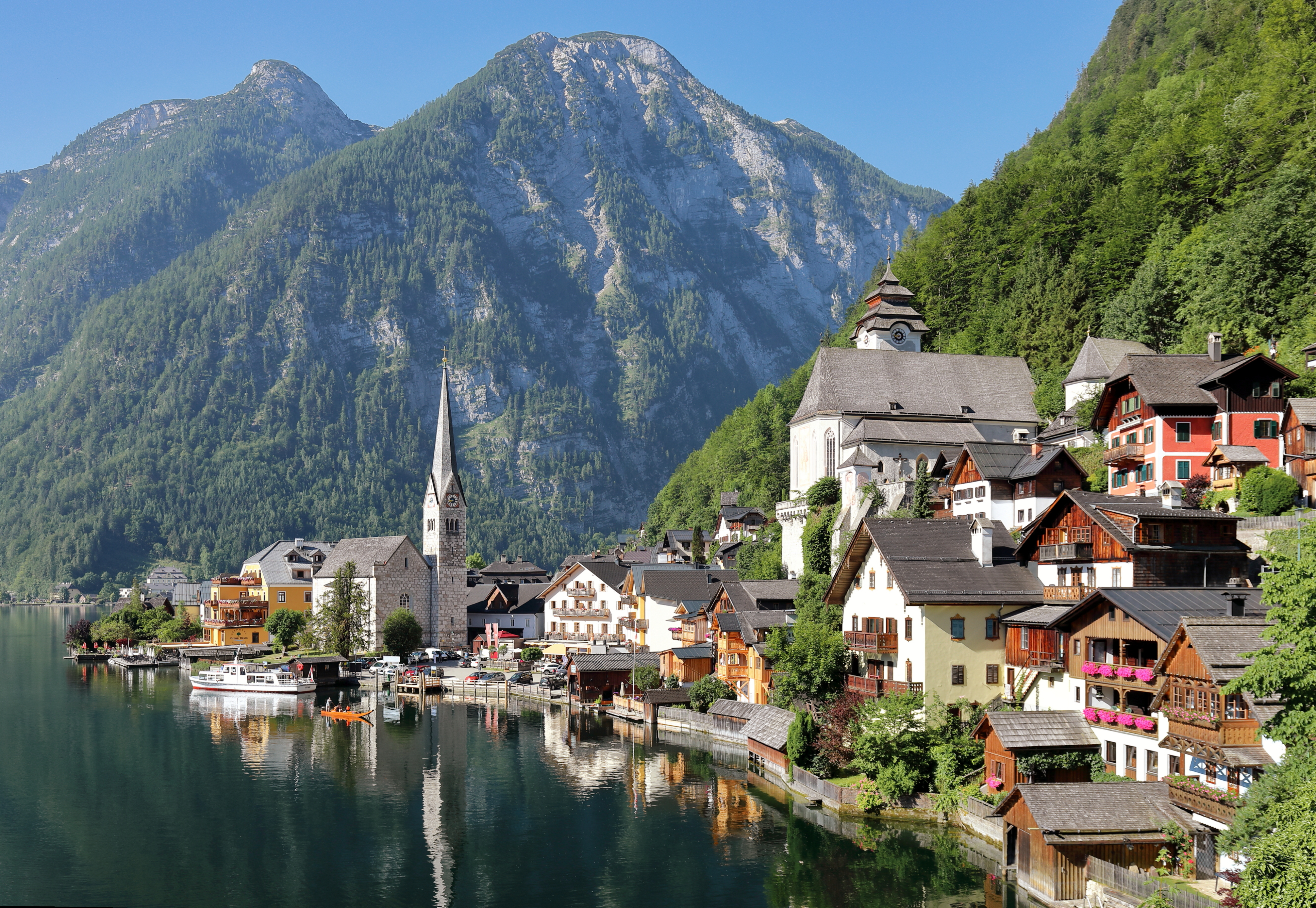
奥地利哈施塔特

哈施塔特镇镇长亚历山大·朔伊茨于2011年首次听说建造一座小鎮複製品的計劃。当时，工程已经进入后期阶段。
虽然哈尔施塔特的部分居民对中国的计划持怀疑态度，但朔伊茨说，他从这个项目中看到了“原”哈施塔特旅游业的机会。他亲自参加了2012年的开幕式，并签署了一份文化交流协议。

## 中國類似項目
哈施塔特的建设只是中国模仿或重建世界其他地方的趋势的一部分。虽然这是少数几个部分复制整个城镇布局的例子之一（第二个是威尼斯），但中国有许多类似的地方。其他例子包括廣廈天都城艾菲爾鐵塔的复制品，以及蛋糕大亨刘崇华在重庆市建造的欧洲城堡。河北省也有一个怀俄明州杰克逊霍尔的复制品，辽宁省大连市有一个威尼斯的复制品，冬天会结冰。
位于东莞市的华为牛角园区还有12组以欧洲城市或地区为主题的建筑，包括海德堡城堡、捷克克鲁姆洛夫、维罗纳、博洛尼亚、布达佩斯、塔林和格拉纳达的建筑。